# Marsilea latzii
Marsilea latzii är en klöverbräkenväxtart som beskrevs av D. L. Jones. Marsilea latzii ingår i släktet Marsilea och familjen Marsileaceae. Inga underarter finns listade.